# Porthmadog
52°55′40″N 4°7′54″V / 52.92778°N 4.13167°V
Porthmadog er en by i i Nord-Wales i grevskabet Gwynedd. Den ligger ved sydkysten af Gwynedd, og har ca. 4000 indbyggere. Byen har en lille havn og er oprindelig udbygget som industrihavn for udskibning af skifer fra de mange skiferminer i området. Byen var og er derfor et vigtigt jernbaneknudepunkt. I dag er skiferindustrien i området dog stort set ophørt, og byens vigtigste erhverv i dag er turisme – bl.a. fungerer byen som knudepunkt for besøgende til nationalparken Snowdonia.
Det meste af byen ligger omkring hovedgaden som er en lille del af A487 fra Dolgellau til Bangor. Hovedgaden forbinder også den egentlige jernbanestation med Harbour Station. Fra byen udgår også A497 til Pwllheli.

## Jernbaner og stationer
- Cambrian Coast Line: Alm. jernbanelinje der forbinder byerne lang kysten med Shrewsbury i England.
- Ffestiniog railway: smalsporsbane til Blaenau Ffestiniog – kører fra Porthmadog harbour station, kan bl.a. bruges til Portmeirion.
- Welsh Highland Railway: smalsporsbane under konstruktion til Caernarfon.

Der kan skiftes mellem Cambrian Coast Line og Welsh Highland Railway i Porthmadog. Skift mellem Cambrian Coast Line og Ffestiniog railway sker på den lille station Minfford.

## Portmeirion
Portmeirion er måske Porthmadogs mest berømte seværdighed og er reelt mere kendt end byen selv. Det er en kunstig italiensk landsby i lilleput-stil (husene er dog lige store nok til at mennesker godt kan gå ind i dem) opbygget af rigmanden og excentrikeren Sir Clough Williams-Ellis mellem 1925 og 1975. Der er optaget flere film i Portmeirion. Datteren til Sir Clough Williams-Ellis oprettede i 1960 en porcelænsfabrik opkaldt efter Portmeirion.

## Galleri
- Porthmadog set fra havnesiden
- Jernbanestationen i Porthmadog
- Portmeirion

- Wikimedia Commons har flere filer relateret til Porthmadog

|  | Infoboks uden skabelon Denne artikel har en infoboks dannet af en tabel eller tilsvarende. |